# American Academy of Arts and Letters
A American Academy of Arts and Letters ("Academia Americana de Artes e Letras") é uma sociedade de distinção estadunidense, sediada na cidade de Nova Iorque, e composta por 250 arquitetos, compositores, artistas e escritores, cujo objetivo é "promover e sustentar o interesse em Literatura, Música e Arte através da identificação e encorajamento de artistas individuais." 
Os membros da Academia são eleitos vitalícios e sem custo algum. Somente os membros da Academia podem eleger novos membros, conforme as vagas ocorrem. A honra de ser eleito um membro da American Academy of Arts and Letters é considerada a forma mais alta de distinção de mérito artístico nos Estados Unidos da América. A promoção dos méritos artísticos é feita através de prêmios, e honrarias, com exibições artísticas, com suporte financeiro as performances de novos trabalhos, e encomendando obras de Arte para serem doadas a diversos museus. Os diversos prêmios são distribuídos de acordo com os candidatos a premiação. Tais candidatos são eleitos e finalmente escolhidos também pelos próprios membros da Academia, com exceção dos prêmios para teatro musical, estes chamados, "RIchard Rogers Awards".

## Histórico
A Academia foi fundada em 1904 por sete membros do National Institute of Arts and Letters, numa emulação da Academia Francesa. Um amálgama dos dois grupos intitulado   American Academy and Institute of Arts and Letters, surgiu em 1976 e durou até 1992, quando o título corrente foi ado(p)tado. Os primeiros sete membros foram William Dean Howells, Augustus Saint-Gaudens, Edmund Clarence Stedman, John La Farge, Mark Twain, John Hay e Edward MacDowell.
A denominação anterior espelhava o sistema de dois níveis da Academia e do Instituto. Os 250 membros do Instituto, escolhidos entre as mais proeminentes figuras da arte e da literatura estadunidense, elegiam os 50 membros que formavam a Academia. Este sistema foi abandonado em 1993, e hoje, todos os 250 membros têm posição equivalente.

## A Premiação
A Academia distingue mais do que 50 compositores, artistas e escritores, anualmente, com prêmios de quantias que variam entre US$5.000,00 e US$75.000,00 dólares. Os membros da Academia não são elegíveis aos prêmios. Os vencedores as premiações são escolhidos por um comitê que é constituído de membros da Academia que são sorteados para esta função.

## Os Acadêmicos
Os diversos eleitos a Academia são divididos entre os diversos departamentos e de acordo com as seguintes subdivisões:
- O departamento de Arte: inclui artistas visuais e arquitetos.
- O departamento de Literatura: inclui dramaturgos, poetas e escritores de ficção e não ficção.
- O departamento de Música: inclui compositores de diversos gêneros.

### Membros estrangeiros
Em 1929, a Academia iniciou a inclusão de membros estrangeiros associados para fortalecer os laços culturais com outros países. Os membros estrangeiros são escolhidos entre escritores, compositores, pintores, escultores e arquitetos de diversos países e são eleitos membros honorários e incluem-se um total de 75 estrangeiros. Eles tem os mesmos direitos e privilégios dos membros estadunidenses, com exceção do direito de votar.

### Membros honorários estadunidense
Em 1983, a Academia estabeleceu um novo grupo de membros associados que inclui dez (10) estadunidenses de grande relevância e de áreas que caem fora dos, então, existentes departamentos de Arte, Literatura e Música da Academia. Estes são cinematógrafos, editores, coreográficos, e, até recentemente, fotógrafos, quais são, agora, reconhecidos pelo departamento de Arte. os membros honorários estadunidenses tem os mesmos direitos e privilégios que os membros estrangeiros.

## Exibições
A Academia apresenta duas exibições anualmente:
- Artes Visuais- inclui vários candidatos à premiação, ou aquisição, da Academia.
- Exibição de novos membros- inclui obras de compositores, artistas, escritores, todos recém eleitos a Academia ou dos recentemente premiados.